# Ambitransitivt verb
Ambitransitiva verb är de verb som kan vara både transitiva eller intransitiva, beroende av kontexten, utan att genomgå en morfologisk förändring.
Exempel:
- Jag springer. (intransitiv)
- Jag springer maraton. (transitiv)